# Corrado Giovannini
Corrado Giovannini (Bologna, 5 ottobre 1917 – Rimini, 25 dicembre 1988) è stato un calciatore italiano, di ruolo portiere.

## Carriera

### Club
Cresciuto nella Libertas Rimini, con cui disputò tre campionati di Serie C tra il 1936 e il 1939, fu ceduto alla Lazio nel 1939: alla sua prima stagione in Serie A giocò due gare, esordendo nel derby del 26 maggio 1940. Nel campionato successivo fu impiegato in 5 partite. Rimase in rosa come portiere di riserva per le due annate seguenti; dopo la pausa bellica, reintegrò i ranghi della Lazio per un breve periodo nel 1946 per poi tornare al Rimini, in C.